# Stein (Gemeinde Bad Hofgastein)
Stein ist eine Rotte in der Marktgemeinde Bad Hofgastein im österreichischen Bundesland Salzburg.

## Geografie

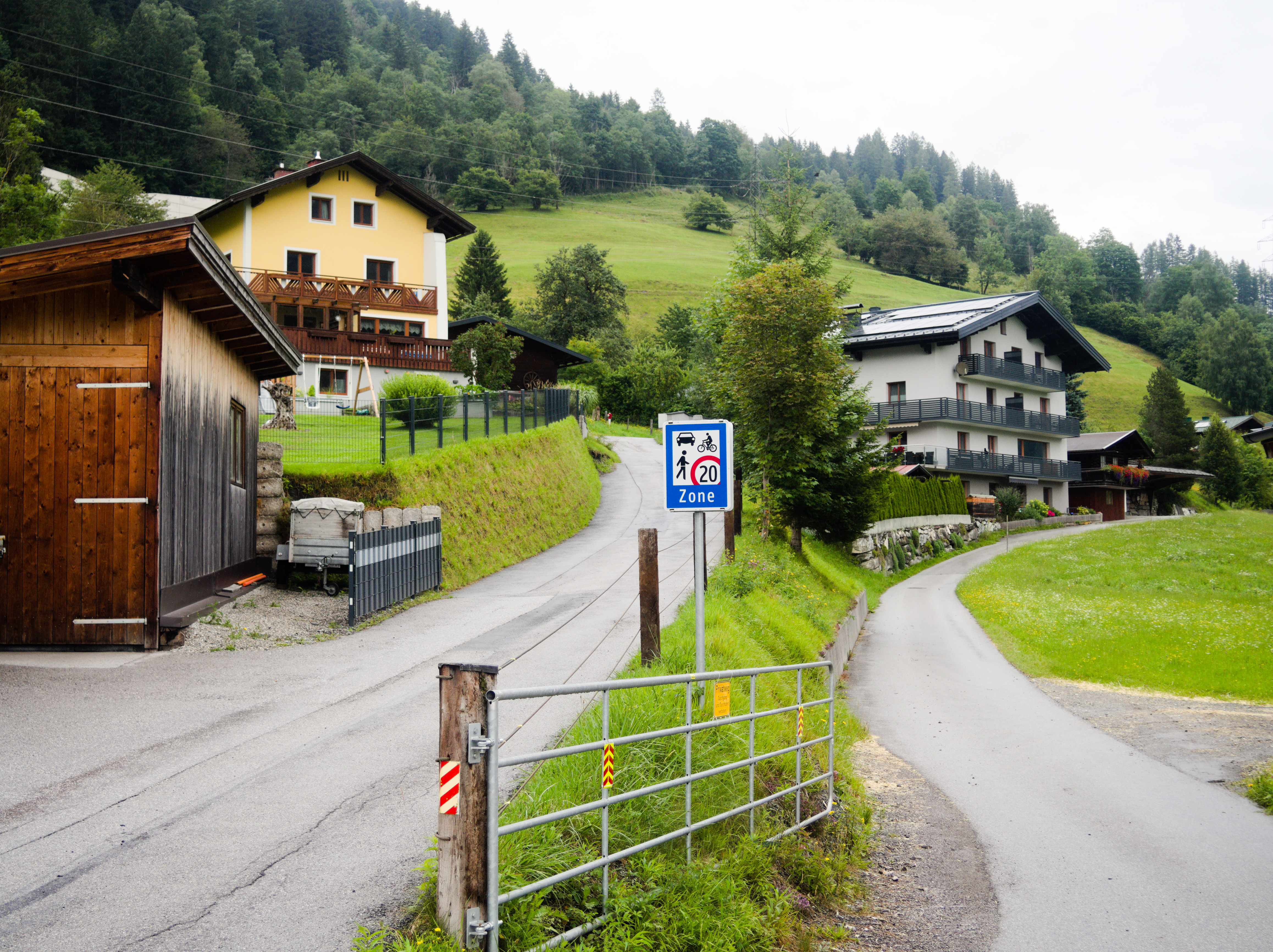
Ortseinfahrt von Stein

Die Rotte Stein gehört zur Ortschaft Breitenberg und zur Katastralgemeinde Wieden. Am Ortsrand von Stein verläuft die Strecke der Tauernbahn. Bei der Rotte münden die Bäche bei Stein-Süd in den Wiedner Almbach, einen Nebenbach der Gasteiner Ache. Die Tauernbahn quert hier den Wiedner Almbach über die Wiednerbach-Brücke.

## Geschichte
Der Ort wurde bereits 1198 als Stain urkundlich erwähnt. Noch im 19. Jahrhundert war Stein keine Rotte, sondern ein Einzelhof, der allerdings den Anderes nahe legenden Namen Steindorf hatte.

## Wirtschaft
Am Wiedner Almbach bei Stein gibt es einen Serpentinit-Steinbruch.